# Gerzson Pál
Gerzson Pál (Hird, 1931. január 25. – Budapest, 2008. május 27.) magyar festőművész.

## Életpályája
A Magyar Képzőművészeti Főiskolán diplomázott 1953-ban. Domanovszky Endre, Hincz Gyula és Kmetty János voltak a tanárai. A főiskola után az ELTE geometria szakát is elvégezte. Elsősorban tájélményből kiinduló festményei fokozatosan szakítottak a valóság természethű megörökítésével. Mértani törvényekre épülő síkhatású kompozíciói leginkább az európai festészet  szín- és fényproblémáinak újbóli átélésére és azok korszerű megoldására tett színvonalas kísérletek. Műveit az 1960-as évektől kezdődően kubisztikus képépítés jellemzi. 1969-től Szigligeten is alkotott, s ez a tény döntő mértékben megújította festészetét. A példaképének tekintett Egry József mellett Gerzson joggal tekinthető a Balaton festőjének. Táblakép festészeti tevékenysége mellett murális munkák (gobelin, faintarzia, zománc, üvegablak) tervezésével és grafikával is foglalkozott. 1960-1974 között a Magyar Iparművészeti Főiskola, 1974-től a Magyar Képzőművészeti Főiskola tanáraként dolgozott.

## Művei

### Képek
- 1994 Szigligeti napló[2] c. festmény

### Köztéri alkotásai
- Kompozíció (freskó, 1960, Budapest, Róna u. lakótelep óvodája)
- Kötélhúzás, Sárkányeregetők (pannó, 1962, Pécs, Újmecsekalja, óvoda)
- Kompozíció (faintarzia, 1966, Pécs, Városi Tanács díszterme)
- Kompozíció (faintarzia, 1970, Budapest XI. ker., Műegyetem, tanácsterem)
- Kompozíció (faintarzia, 1971, Győr, a megyei tanács előcsarnoka)
- Kompozíció (faintarzia, 1975, Helsinki, Magyar Nagykövetség)
- Üvegablakok (1983, Baja, Ifjúsági Ház)
- Falikép (tűzzománc, 1984, Budapest VII., ker., Kazinczy u., Eötvös Loránd Tudományegyetem Tanárképző Főiskolai Kar, aula)
- Kompozíció (pannó, 1986, Kunszentmiklós, Művelődési Központ)
- Üvegablakok (1986, Szeged, ravatalozó)
- Kompozíció (pannó, 1987, Mátészalka Általános Iskola).

## Egyéni kiállítások (válogatott)
- 1967: Ernst Múzeum, Budapest
- 1967: Technika és Tudomány Háza, Pécs
- 1970: Egyetemi Galéria, Debrecen
- 1976: Műcsarnok, Budapest
- 1977: Várgaléria, Kőszeg
- 1978: Színház téri Galéria, Pécs
- 1981: Gulácsy Terem, Szeged
- 1984: Ernst Múzeum, Budapest
- 1984: Fészek Klub, Budapest
- 1986: Csepel Iskola Galéria, Budapest
- 1986: Iskolagaléria, Szombathely
- 1987: Művelődési Ház, Karcag
- 1987: Művelődési Központ, Kunszentmiklós
- 1987: Tóparti Kiállítóterem, Tapolca
- 1989: Várgaléria, Sárvár
- 1991: Bartók 32 Galéria, Budapest
- 1993: Vigadó Galéria, Budapest
- 1994: Körmendi Galéria, Budapest
- 1995: Kempinski Galéria, Budapest
- 1995: Csongrád Galéria, Csongrád
- 1995: Szigligeti Galéria, Szigliget
- 1995: Kastélymúzeum, Keszthely
- 1995: Újlipótvárosi Klubgaléria, Budapest
- 1996: OMC Székház, Genf
- 1996: Csontváry Terem, Budapest
- 1996: Szombathelyi Képtár, Szombathely
- 1997: Lord-Major Galéria, Budapest
- 1997: Művelődési Ház, Karcag
- 1998: Keve Galéria, Ráckeve
- 1998: Szolnok
- 1998: Szarvas
- 1999: Erdős Renée Ház, Budapest
- 2000: Vigadó Galéria, Budapest
- 2000: Gönczy Galéria, Zalaegerszeg
- 2003: Pannónia Med Hotel, Sopron
- 2004: Keszthely
- 2005: Volksbank, Budapest
- 2006: Budapest
- 2006: Szeged
- 2007: Józsefvárosi Galéria, Budapest
- 2007: Karinthy Szalon, Budapest
- 2008: Iparművészeti Műhely, Gödöllő
- 2008: Aranytíz Művelődési Központ, Átrium Galéria, Budapest
- 2010: Koller Galéria, Budapest
- 2011: Gönczi Galéria, Zalaegerszeg
- 2011: Budapest Galéria, Budapest
- 2013: Vigyázó Sándor Művelődési Ház, Rákoskeresztúr, Budapest
- 2013: Radnóti Miklós Művelődési Központ, Budapest
- 2014: Körmendi Galéria, Budapest
- 2017: Vigadó Galéria, Budapest

## Társasági tagság
- Magyar Művészeti Akadémia (alapító tag)
- Magyar Képzőművészek és Iparművészek Szövetsége elnöke a rendszerváltás után
- Fiatal Képzőművészek Stúdiója Egyesület[3]
- Magyar Szépmíves Társaság (alapító tag, majd elnök)

## Díjai
- Munkácsy Mihály-díj (1969 és 1972)
- SZOT-díj (1970)
- Érdemes művész (1987)
- A Magyar Köztársasági Érdemrend középkeresztje (1994)
- Életműdíj (2006)

## Külső hivatkozások
- Gerzson Pál
- Gerzson Pál Művészeti Alapítvány
- A 2017-es kiállítás bemutatója